# مارد (الريف الشرقي)
مارد (بالفارسية: مارد) هي قرية تقع في إيران في قسم الريف الشرقي الريفي. يقدر عدد سكانها بـ 17 نسمة بحسب إحصاء 2016.